# Frederick Matthias Alexander
Frederick Matthias Alexander, född 20 januari 1869, död 10 oktober 1955, var en tasmansk Shakespeare-reciatatör som i arbetet med att undersöka sina egna röstbesvär utvecklade den terapautiska Alexandertekniken.
Som skådespelare fick Alexander problem med rösten i början av sin karriär. Konventionella metoder hjälpte honom inte. Han ägnade många år åt att observera sig själv och sina vanor. Han upptäckte vikten av en dynamisk balans mellan huvud och nacke samt hals och rygg, för att de medfödda hållningsreflexerna skall fungera. Med tiden utvecklade han de principer som idag utgör Alexandertekniken. Med sin metod löste han sina röst- och andningsproblem och förbättrade dessutom hela allmäntillståndet. 1904 flyttade Alexander sin verksamhet till England. Han skrev fyra böcker och startade i London 1931 den första 3-åriga utbildningen till Alexanderlärare. Där undervisade han fram till sin död 1955.
I Alexanders tredje bok, Use of the Self (London, 1932) beskrev han i kapitlet "Evolution of a Technique" hur han utvecklade tekniken.